# علی حجتی کرمانی
علی حجتی کرمانی (۱۳۱۶ خورشیدی در شهر کرمان قدیم - ۲۱ اردیبهشت ۱۳۷۹) خطیب، نویسنده، پژوهش‌گر، نظریه‌پرداز و روحانی، که از طلاب دروس فقه و اصول نزد آیت‌الله خمینی، سید محمد محقق داماد، مرتضی حائری‌یزدی و از دانش آموختگان فلسفه نزد محمدحسین طباطبایی محسوب می‌شد؛ و سوابق طولانی در مبارزه با حکومت پهلوی داشت. وی از شاگردان ممتاز علامه طباطبایی بود.

## تحصیلات حوزوی
وی از طلاب دروس فقه و اصول نزد روح‌الله خمینی، سید محمد محقق داماد، مرتضی حائری یزدی و از دانش آموختگان فلسفه نزد محمدحسین طباطبایی محسوب می‌شد.

## مبارزات سیاسی
سابقهٔ مبارزات علی حجتی کرمانی با حکومت پهلوی به دههٔ چهل و قبل از آن برمی‌گردد. در پی اعتراض روحانیون به رفراندوم ششم بهمن ۱۳۴۱ و به دنبال آن حادثهٔ مدرسه فیضیه و کشته شدن تعدادی از طلاب علوم دینی در روز کشته شدن جعفر صادق مصادف با دوم فروردین ۱۳۴۲، از سوی روح‌الله خمینی سفیرانی به شهرهای مختلف اعزام می‌شوند تا پیام این اعتراض را به گوش مردم برسانند. علی حجتی کرمانی و سید حسن طاهری خرم‌آبادی، مأموریت رساندن پیام به مردم کاشان را داشتند. از دوم محرم سخن‌رانی آغاز می‌شود. عوامل حکومت پهلوی درصدد تعقیب گویندگان برآمدند و سخن‌رانان را به شهربانی احضار و در صدد دستگیری ایشان برآمدند. اما با جابه‌جایی اقامتگاه موفق نشدند. هفتم محرم حلقهٔ محاصره تنگ‌تر می‌شود و مجلس تحت کنترل پلیس قرار می‌گیرد. عصر روز تاسوعا قرار است سخن‌رانی در مدرسه سلطانی (امام خمینی فعلی) برگزار شود، پلیس محلهٔ گذرباباولی را به محاصره درمی‌آورد تا مبادا سخن‌رانان به مدرسه سلطانی بروند. صبوری کاشانی به اتفاق سخن‌ران (علی حجتی کرمانی) از منزل خارج می‌گردد تا به طرف مدرسه سلطانی بروند و پلیس مانع حرکت آن‌ها می‌شود، ولی جمعیت حاضر با پافشاری به طرف محل سخن‌رانی حرکت می‌کنند. پلیس برای جلوگیری از سخن‌رانی درب مدرسه را می‌بندد و مانع ورود اشخاص به آنجا می‌گردد. جمعیت به راهپیمایی می‌پردازند و عمل پلیس را در جلوگیری از سخن‌رانی محکوم می‌کنند. سخن‌رانان به منزل یکی از تجار محلهٔ گذر باباولی می‌روند و حسینیه درب باغ محل سخن‌رانی قرار می‌گیرد.

او در حمله نظامیان به فیضیه در سال ۱۳۴۲ شاهد عینی بوده و می‌گوید:
با پایان یافتن ماجرا از حجره بیرون آمدیم. هوا هم تاریک شده بود. به طبقه اول که رسیدیم فهمیدیم که آیت‌الله گلپایگانی در یکی از حجرات هستند، لذا به آنجا رفتیم، عمامه آیت‌الله گلپایگانی افتاده و لباس‌هایش نیز خاکی شده بود و حتی داماد ایشان را هم کتک زیادی زده بودند. وقتی این منظره رقت‌انگیز را دیدم، بی‌اختیار گریه کردم و به دامان ایشان افتادم که آقای صافی مرا بلند کرد و گفت آقا را ناراحت نکنید!
از اول محرم تاشب دوازدهم که روزش امام دستگیر شدند، برنامه این بود که هرکدام از محله‌های قم، امام را دعوت می‌کردند. امام با جمعیت زیادی-شاید چندین هزار نفر- حرکت می‌کردند و به آن محل می‌رفتند. در حسینیه و مسجد محل، هربار یک سخنران در حضور امام سخنرانی می‌کرد… به حسینیه رفتم، بعد از قرائت قرآن، نوبت منبر من فرارسید. با اجازه امام به منبر رفتم و مسئله مبارزات قهرمانانه حضرت ابراهیم را با طاغوت زمان و تطبیق آن با مبارزات ابراهیم زمان (امام) راعنوان کردم… خدمت امام رفتم. امام تشویقم کردند و پس از آن از مسجد بیرون آمدیم.
در یکی از مسافرت‌های تبلیغی به شهر آبادان همراه اکبر هاشمی رفسنجانی، در مذاکرات و مباحثات بین آن دو و نیز ناصر مکارم شیرازی ضرورت مقابله با سازمان اطلاعات و امنیت کشور (ساواک) و برنامه‌ریزی برای ایجاد تشکیلات و سازماندهی ـ هرچند به صورت ابتدایی و اندک ـ مطرح شد. آن‌ها تصمیم گرفتند پس از بازگشت به قم جهت مبارزهٔ سازمان یافته با رژیم پهلوی و نیز بالا بردن سطح آگاهی سیاسی و اجتماعی طلاب و حتی بسیاری از اساتید وقت حوزهٔ علمیهٔ قم و نیز برداشت نخستین گام در راستای تجربهٔ ورود به فعالیت‌های تشکیلاتی و مخفی در برابر فشار سازمان یافتهٔ رژیم طرح یک تشکیلات مخفی و زیرزمینی را بریزند. در همین راستا با همکاری یکی از اعضای فعال گروه جمعیت فدائیان اسلام آبادان و از پیروان سید مجتبی نواب صفوی، لوازم مورد نیاز اعم از ماشین تحریر و دستگاه پلی‌کپی تهیه و نخستین شمارهٔ نشریهٔ بعثت را در ۲۷ رجب المرجب ۱۳۸۳/ ۲۳ آذر ۱۳۴۲ منتشر کردند. در تهیهٔ این نشریه آقایان علی حجتی کرمانی، اکبر هاشمی رفسنجانی، سید هادی خسروشاهی و سید محمود دعایی با یکدیگر همکاری داشتند.
علی حجتی کرمانی با همکاری آقایان اکبر هاشمی رفسنجانی، سیدهادی خسروشاهی و سید محمود دعایی، نشریه ماهانه زیرزمینی بعثت را منتشر می‌کرد. نشریه بعثت با عنوان ارگان داخلی طلاب حوزه علمیه قم در سال‌های ۱۳۴۲ تا ۱۳۴۴ در قم منتشر می‌شد و توسط عناصر مبارز اعم از طلبه، دانشجو، بازاری و کارگر در سطح وسیعی در قم و تهران و شهرهای بزرگ ایران توزیع می‌گردید. نشریه بعثت علی‌رغم صفحات کم و حجم کوچکی که داشت، در آن دوران خفقان بسیار امیدبخش بود. در واقع پس از قیام ۱۵ خرداد و سرکوب حرکت اسلامی ایران و قتل‌عام مردم توسط رژیم و ادامه حبس خمینی در سال ۱۳۴۲ نقش استمراربخش مبارزه را به عهده داشت.
ساواک قم در چند گزارش خود علی حجتی کرمانی را از نویسندگان بعثت و انتقام معرفی می‌کند اما نه استاد سید هادی خسروشاهی و نه مرحوم علی حجتی کرمانی از نویسندگان انتقام نبودند بلکه گزارشگران ساواک چون نویسندگان واقعی آن را نمی‌شناختند و نمی‌یافتند، از روی ناچاری از کسان دیگری در گزارش خود به مقامات بالاتر نام می‌برند.
وی در سال ۱۳۵۵ به کرمانشاه تبعید می‌شود و در آنجا نیز مبارزین علیه حومت پهلوی با وی ارتباط برقرار می‌کنند. از جمله شهید سید سعید جعفری که دروس حوزه (منطق مظفر و حاشیه ملاعبداله) را نزد علی حجتی کرمانی در سلسله جلسات منظم و روزانه گذراند. در تبعیدگاه کرمانشاه آقای طاهری خرم‌آبادی برای تبلیغ و نیز آقای مهدوی کنی در مسیر تبعید به بوکان با او ملاقات می‌کنند.
خلیل آرش دربارهٔ روزهای تبعید علی حجتی کرمانی در کرمانشاه می‌گوید: «نوشته‌های مرحوم حجت‌الاسلام علی حجتی کرمانی (ره) این‌جا موجود است که بنده شخصاً با آقا سعید آن را نزد شهید محمدجواد باهنر برده بودیم. این نوشته‌ها شامل کتاب مفصلی بود که شهید باهنر برای انتشار آن ما را به پاساژی به نام حافظ در تهران برد. چاپخانه‌ای آن جا بود که نوشته‌های ممنوعه آن زمان را چاپ می‌کرد.»

## درگذشت
علی حجتی کرمانی در تاریخ ۲۱ اردیبهشت ۱۳۷۹ هنگام بازگشت از سفر زیارتی در مرز سوریه و عراق درگذشت و پیکر او از سوریه به ایران منتقل شد و روز دوشنبه ۲۵ اردیبهشت ۱۳۷۹ در حرم فاطمه معصومه در قم به خاک سپرده شد.

## تدریس دانشگاهی
وی عضو هیئت علمی دانشگاه تهران و استاد مدعو در دانشکده الهیات دانشگاه آزاد تهران بود. در دانشگاه وی عمدتاً عناوین مرتبط با تفسیر و علوم قرآنی تدریس می‌کرده است.

## آثار
به دلیل ارتباط با نحله‌های مختلف فکری، تدریس در دانشکدهٔ الهیات دانشگاه تهران و آشنایی با مسایل روز، نوعی بیان نو در آثار وی یافت می‌شود. تعدادی از آثار او عبارتند از:
1. اسلام، آئین زندگی
2. اسلام و تبعیض نژادی
3. اسلام و فرهنگ قرن بیستم (ترجمهٔ کتاب امام موسی صدر)
4. درآمدی بر تاریخ و علوم قرآن
5. عقل و احساس
6. آدم نه آدمک!
7. چهارده داستان
8. لبنان به روایت امام موسی صدر و دکتر مصطفی چمران، این کتاب مشتمل بر تحلیل‌های واقعی، مخلصانه و دردمندانه امام موسی صدر رهبر شیعیان لبنان و همکار و همفکر و همرزم وفادار و صادق وی، سردار شهید دکتر مصطفی چمران است که ما را با بسیاری از زوایا و ابعاد این فاجعه (جنگ داخلی لبنان) آشنا می‌سازد
9. زن و انتخابات
10. آفریدگار جهان
11. بلاهای اجتماعی
12. حج را چگونه انجام داده‌ای؟
13. فاجعه تمدن و رسالت اسلام
14. نیایش در رمضان
15. پدیده‌ای به نام قرآن (ترجمهٔ کتاب «الظاهره القرآنیه». از «مالک بن نبی».)
16. سیره معصومان (در شش جلد ترجمه کتاب فی رحاب ائمه اهل البیت سید محسن امین)
17. شخصیت و اندیشه دکتر شریعتی
18. جرعه‌ای از بیکران زمزم (ترجمهٔ کتاب آیت الله جوادی آملی)
19. سیر قضاوت در ادوار مختلف تاریخ
20. فاجعه تمدن و رسالت اسلام(ترجمهٔ کتاب الاسلام و مشکلاة الحضارة از سید قطب)
21. اسفار اربعه: گزارش سفر به چین، آلمان، واتیکان و حج(این کتاب بعد از فوت مرحوم و با کوشش فریده حجتی در سال ۱۳۸۰ انتشار یافت)
22. نامه سرگشاده به ناصر مکارم شیرازی (این نامه صریح و انتقادی در باب رسالت حوزه‌های علمیه در پاسخگویی به مسایل اساسی جامعهٔ امروز -که در بستر بیماری وی در بیمارستان قلب تهران نگاشته شده بود- مورد توجه رسانه‌ها قرار گرفت). «پاسخ دفترآیت‌الله ناصر مکارم شیرازی».